# Sergiusz Bogdańczuk
Sergiusz Bogdańczuk pseud. Żeńka, przybrane nazwisko Stanisław Witkowicz (ur. 1909 w Kościeniewie w powiecie słonimskim, zm. 4 kwietnia 1933 w Radwaniczach) - działacz Związku Młodzieży Komunistycznej Zachodniej Białorusi (ZMKZB) i KPZB.
Skończył 4 klasy szkoły powszechnej, później pracował jako stolarz. Od 1925 członek ZMKZB, sekretarz komórki tej organizacji w rodzinnej wsi. W 1926 był przez kilka miesięcy więziony za działalność komunistyczną. W 1927 został sekretarzem Komitetu Okręgowego (KO) ZMKZB w Słonimiu. Od 1928 w KO ZMKZB w Baranowiczach i członek KPZB. 1928 na polecenie Komitetu Centralnego KPZB podjął w Moskwie studia na Komunistycznym Uniwersytecie im. Swierdłowa, który ukończył w czerwcu 1932, po czym wrócił do kraju. Po powrocie został instruktorem KC KPZB i sekretarzem KO KPZB w Pińsku, a w lipcu 1932 sekretarzem KO KPZB w Brześciu. 4 kwietnia 1933 został aresztowany w powiecie kobryńskim, a następnie zastrzelony podczas próby ucieczki w Radwaniczach przez polskich policjantów.